# Miroslav Doležalík
Miroslav Doležalík (ur. 28 października 1961 w Vsetínie) – czeski hokeista. Trener hokejowy.
Grał w klubach HC Karvina, HC Dukla Jihlava, EC Stuttgart i ponownie w Karwinie. Był reprezentantem młodzieżowej kadry Czechosłowacji.
Po zakończeniu kariery zawodniczej został trenerem. Prowadził zespoły EC Stuttgart, HC Karvina, HC Hawierzów, HC Orlova (z tym klubem dwa razy uzyskał awans do 1. ligi). W Polsce pracował w klubach TH Unia Oświęcim, Orlik Opole (do 2004), KH Sanok (od listopada 2004 do marca 2005), Stoczniowiec Gdańsk (do 2006) i TKH Toruń. Następnie pracował z młodzikami trenując drużynę Niedźwiadki Sanok. Od 2011 trener grup młodszych w czeskim klubie HC Hawierzów. Od sierpnia 2012 ponownie trener Orlika Opole (prowadził zespół w sezonie I ligi 2012/2013).